# Velika njorka
Velíka njórka (znanstveno ime Pinguinus impennis) je bila ptica neletalka iz reda pobrežnikov (Charadriiformes). Z višino 75 cm je bila največja predstavnica družine njork (Alcidae). Lovili so jo zaradi hrane in perja za blazine vsaj do 18. stoletja.
Njeno območje razširjenosti je obsegalo Kanadsko arktično otočje, Grenlandijo, Islandijo, Norveško, Irsko in Britanijo, sčasoma pa so jo iztrebili. Zadnji par so pobili 3. julija 1844 na Islandiji in pohodili njuna jajca v gnezdu.
Velike njorke so bile izvrstni plavalci in so se s pomočjo kril potapljale pod vodo. Za razliko od drugih njork, velika njorka ni bila sposobna leteti in zaradi tega je bila tudi tako nemočna pred človekom.
Velika njorka je dala ime pingvinom, saj v valižanščini pen gwyn pomeni 'bela glava', kar se nanaša na izrazito belo liso na glavi. Ko so raziskovalci na južni polobli našli podobne ptiče, so jih imenovali z enakim imenom.

## Taksonomija
Velika njorka je ena od mnogih vrst, ki jo je švedski botanik in zoolog Carl Linnaeus opisal v svojem delu Systema naturae iz 18. stoletja. Analiza DNK je potrdila njeno zvezo z ostrokljuno njorko (Alca torda) kot najbližjem živem sorodniku. Bila je tudi v bližnjem sorodu z malo njorko (Alle alle), ki je odšla po povsem različni evolucijski poti. Zaradi velike podobnosti z ostrokljuno njorko, veliko njorko včasih uvrščajo v rod Alca. Proučevanje fosilnih ostankov pa je veliko njorko uvrstilo v poseben rod Pinguinus.

## Opis
Velika njorka je bila visoka med 75 do 85 cm in težka okoli 5 kg. Bila je največji član družine njork in reda pobrežnikov. V času evolucije je izgubila sposobnost letenja. Samci in samice so bili po velikosti in izgledu podobni. Hrbet so imeli bleščeče črn, trebuh bel. Vrat in noge so imeli kratke, glavo in krila majhne. Ptice so bile debele zaradi gostega sloja maščevja, ki je bilo potrebno za vzdrževanje toplote. V obdobju vzgajanja mladičev se jim je razvil širok bel pramen okoli oči, ki je po tem obdobju prešel v belo-siv trak med očmi in uhljem. Poleti je bilo grlo temno rjavo, pozimi belo. Imele so velik kljun dolžine okoli 11 cm, ki je bil zakrivljen navzdol. Kljun je bil prežet z globokimi belimi žlebovi. Krila so bila dolga samo 15 cm, najdaljša peresa na krilih pa 10 cm. Stopala in kremplji so bili črni, plavalna kožica pa črno-rjava. Noge so imele nameščene povsem na koncu trupa, da so služile za plavanje in potapljanje. Mlade ptice so imele pisane belo-črne vratove in manj vidne žlebove na kljunu.

## Razširjenost
Ptica je živela v hladnih obalnih vodah severnega Atlantika, vzdolž obale Kanade, severovzhodnih ZDA, Grenlandije, Islandije, Irske, Norveške in Velike Britanije. Atlantik je zapustila samo zaradi razmnoževanja. Njihove kolonije so za gnezdenje zahtevale skalne otoke s poševnimi obalami zaradi omogačanja pristopa. Ker je bila to velika omejitev, verjamejo, da nikoli niso imele več kot 20 kolonij. Znanih je samo osem njihovih gnezditvenih kolonij: Papa Westray na Orkneyskih otokih ob Škotski, St. Kilda na Škotskem, Ferski otoki, Grimzi in Eldi na Islandiji, otoki Penguin in Funk blizu Nove Fundlandije in Bird Rocks v zalivu Svetega Lovrenca v Kanadi. Domnevajo, da je ta vrsta imela kolonije tudi na Cape Codu v državi Massachusetts (ZDA). Pozimi se ta ptica selila južneje. Njene kosti so našli na Floridi, v Gibraltarju, Franciji, Španiji in celo v Italiji.

## Ekologija in vedenje
Velika njorka se je po kopnem gibala počasi in si pomagala s krili preko težjega terena. Imela je malo naravnih sovražnikov, v glavnem morske sesalce, belega medveda in plenilske ptice. Ni se bala ljudi. Ker niso letele in bile nerodne na kopnem, so bile lahek plen ljudi, ki so jih lovili zaradi hrane, perja in kot primerke za muzeje in zasebne zbirke. Življenjska doba je bila 20 do 25 let. Bile so odlični in okretni plavalci, s krili ki so jih uporabljale kot plavuti. Verjamejo, da so se lahko potopile do globine okoli 76 m in dolžine do 1 km. Dih so lahko zadrževale do 15 minut. Značilnost njihovega plavanja je bila velika hitrost in eksplozivno dviganje iz vode in pristajanje na kopnem. Pozimi so se ptice selile v južne kraje v parih ali manjših skupinah, nikoli cela kolonija hkrati. Hrano so našle v plitvi vodi, predvsem ribe dolžine od 12 do 20 cm. Mladiče so hranile s planktonom in na pol prebavljeno izbljuvano ribo.

## Razmnoževanje
Strokovnjaki menijo, da so si pari velike njorke ostajali zvesti vse življenje. Gnezdili so v podnožju pečin. Izvalili so po eno jajce vsako leto v obdobju od konca maja do začetka junija. Oba starša sta izdelala grobo gnezdo iz gvana, včasih pa tudi ne. Gnezda v kolonijah so bila zelo blizu skupaj. Inkubacija jajca je trajala šest tednov, ptiči so se tako izlegli v juniju. Pri hranjenju mladiča sta se samec in samica menjavala. Po dveh do treh tednih so mladiči zapustili gnezdo in odšli v vodo.

## Izumrtje
Znano je, da so veliko njorko lovili že neandertalci pred 100.000 leti, saj so njihove kosti našli v bližini njihovih naselbin. Slike te ptice so našli v jami El Pendo v Španiji in so stare 35.000 let, v francoski jami Cosquer pa so stare 20.000 let. Indijanci in Eskimi so zelo cenili meso te ptice pozimi. V kraju Port au Choix v Novi Fundlandiji v Kanadi so našli kosti osebe, oblečene v oblačilo iz kože okoli 200 velikih njork, ki datira izpred 2000 let pr. n. št. Ocenjujejo, da je populacija te vrste v času njenega viška štela več milijonov osebkov, čeprav se nekateri znanstveniki s tem ne strinjajo. Vsaj od 8. stoletja so veliko njorko množično lovili zaradi mesa, jajc, kože in perja.
Do sredine 16. stoletja so bile kolonije za gnezdenje velikih njork vzdolž evropske obale Atlantika skoraj popolnoma uničene zaradi masovne uporabe njihovega perja za izdelavo blazin. Leta 1553 je bila velika njorka prvič uradno zaščitena, leta 1794 pa je Anglija prepovedala ubijanje te vrste zaradi perja. Leta 1775 je bil sprejet zakon, ki je prepovedoval lov velike njorke zaradi perja ali jajc - kazen je bila javno bičanje, čeprav je bil lov za uporabo kot ribiške vabe še vedno dovoljen. Zaradi ogroženosti so dosegali preparirani primerki velike njorke in njihovih jajc visoko ceno. Zbiranje jajc je dodatno doprineslo k izumiranju. Zabeleženo je, da je bil zadnji primerek velike njorke v nekdanjem gnezdišču St. Kilda na Škotskem ujet in ubit julija 1840.
Zadnje znano gnezdišče velike njorke je ostal vulkanski otok Geiffuglasker na Islandiji. Bil je nedostopen ljudem. Leta 1830 je zaradi vulkanskega izbruha otok potonil, ptice pa so našle zatočišče na bližnjem otoku Eldey, ki je bil z ene strani dostopen ljudem. Ko so kolonijo odkrili, je bilo v njej skoraj 50 ptic. Zaradi stalnega povpraševanja raznih muzejev so kolonijo popolnoma uničili. Zadnji par velike njorke je bil najden, kako skrbi za jajce in ubit 3. julija 1844. Kasneje so trdili, da so videli primerke te vrste na Grand Banksu na Novi Fundlandiji leta 1852.
Svetovna zveza za varstvo narave (IUCN) je 1844 določila za leto njihovega izumrtja. Danes v muzejskih zbirkah obstaja okoli 75 jajc, 24 kompletnih okostij in 81 prepariranih primerkov. Čeprav so od sredine neolitika do 19. stoletja našli na tisoče posameznih kosti, obstaja samo majhno število kompletnih okostij.